# Rota system

Діаграма системи Rota

Ротаційна система, "ліствичне право" (від дав.-рус. лѣствица, тобто "сходи", пор. ліствиця) або "Rota system" (хоча загалом обидві ці назви умовні, введені істориками нового часу: в історичних джерелах справжня назва, як і саме існування "системи", а тим більше "права", не зафіксовані; разом з тим, історично відоме, можливо пов'язане з нею, явище "ізгойства" князів) — історіографічна концепція, яка намагається описати систему успадкування престолу, що нібито практикувалася (хоч недосконало) в Київській Русі, а пізніше деякий час і в Великому князівстві Московському.
Згідно з цією концепцією, великокнязівський престол переходив не лінійно від батька до сина (агнатична прімогенітура), а побічно (агнатичний сеньйорат), від брата до брата (але зазвичай не далі ніж до четвертого брата), а потім до старшого сина старшого брата і т. д.
Щобільше, перехід головного (великокнязівського) престолу супроводжувався й переміщенням ("ротацією") усіх інших князів, тобто кожен з них переходив на наступну "сходинку".
Однак згодом на зміну прийшов удільний порядок володіння, що характеризується припиненням переміщення князів з міста в місто (тобто утворенням особистого уділу) і можливістю передачі володіння старшому синові (отже, звична для середньовічної Європи прімогенітура).

## Дискусія
– Дональд Островський (2012)
Концепція "лествичного права" було вперше введена російським істориком Сергієм Соловйовим  а згодом її узагальнив Василь Ключевський .
Але протягом наступних років уявлення про таку нібито структуровану та інституціоналізовану систему, яку вони представили, зазнали критики з боку деяких інших дослідників, у яких є сумніви, що подібна система успадкування київського престолу існувала (дехто навіть припускав, що в Київській Русі взагалі не існувало офіційної системи престолонаслідування). Жодне історичне джерело досліджуваного періоду не описує таку систему.
Критики концепції ротації характеризують процес престолонаслідування як "хаотичний". Такі вчені як Сергеєвич (Sergeevich) та Будовніц (Budovnitz) стверджували, що нескінченна міжусобна війна серед київських князів свідчить про повну відсутність будь-якої усталеної системи престолонаступництва. Інші дещо переглянули "систему", не відмовляючись від неї повністю, наприклад, А. Д. Стоукс (A. D. Stokes) заперечував, що будь-коли існувала географічна ієрархія князівств, хоча визнавав ієрархію самих князів. Джанет Мартін же стверджувала, що система насправді таки працювала: вона стверджує, що міжкнязівські війни не були руйнуванням або відсутністю системи, а подальшим її відточуванням в міру того, як династія зростала в числі та відносини ставали складнішими; кожний новий спалах насильства стосувався вирішення нової проблеми, а не перегравання старих суперечок.
Прихильники ротаційної системи зазвичай приписують її впровадження або раціоналізацію Ярославу Мудрому, який призначив кожному зі своїх синів князівство на основі старшинства. Однак якщо не "система", то практика наслідування згідно з агнатичним старшинством у Київській Русі була ще до його правління, а також використовувалася серед скандинавів Великої Британії та Ірландії.
Серед прихильників ротаційної системи, крім Сергія Соловйова та Василя Ключевського, були Михайло Грушевський, Михайло Борисович Свердлов і Георгій Вернадський. Серед противників концепції ротації були Олександр Пресняков, А. Д. Стоукс,  Саймон Франклін і Джонатан Шепард.
Було зроблено кілька спроб примирити позиції прихильників і відвертих опонентів. Деякі вчені стверджували, що система ротації дійсно існувала, але не функціонувала належним чином. Джон Л. І. Феннелл висунув теорію про те, що в міру того, як князівський клан ставав все більшим і більшим, все більша кількість молодших князів позбавлялася права на наслідування престолу, і, керуючись власною жадібністю, саме вони були тими, хто почав усі міжусобиці. З іншого боку, Ненсі Коллманн намагалася продемонструвати, що династичний ріст рідко призводив до нестабільності, оскільки високі показники смертності та виключення ізгоївських гілок утримували кількість наділених правом наслідування князів "керованою", — гіпотеза, яку підтримувала Джанет Мартін. Олексій Толочко намагався поєднати обидві точки зору, стверджуючи, що поняття "старшинство" еволюціонувало з часом: в XI столітті воно визначалося народженням, а на середину XII століття — вже військовим контролем над престолом у Києві. Джанет Мартін припустила, що той факт, що деякі престолонаслідування відбувалися гладко й без сутичок, суперечить аргументу, що системи не існувало взагалі й завжди відбувалася тільки "хаотична" передача влади; випадки, коли спори про правонаступництво вирішувались війною, отже, могли бути всього лиш порушенням усталеного порядку, винятками з правил (якими б вони не були).

## Концепція
Всі князі Рюриковичі вважалися братами (родичами) та співвласниками всієї країни. Тому старший в роду сидів в Києві, наступні за значенням у менших містах. Мали право в подальшому на престол лише ті князі, чий батько колись займав великокнязівський престол; якщо хтось помирав до того, як зійшов на трон, його сини позбавлялися права на чергу (були в подальшому відомі як ізгої): вони та їхні нащадки не мали права володарювати. Жінки до спадкоємства не допускалися. Княжили в такому порядку:
- Старший брат
- Молодші брати по порядку
- Сини старшого брата (за старшинством)
- Сини наступних братів (за старшинством)
- Онуки, правнуки в тій же послідовності і т. д.

У міру зміни головного князя всі інші переїжджали за старшинством з міста в місто. Такий же родовий порядок зберігався і всередині окремих князівств, на які розпадалася Київська Русь.
За міркуванням прихильників концепції серед істориків, цей порядок, хоч і незручний в силу постійних переїздів князів з дружинами з міста в місто, допомагав зберігати єдність країни, оскільки збереження надії на головний стіл утримувало периферійних князів від сепаратизму. Разом з тим, старші племінники часто сварилися з молодшими дядьками, що вело до міжусобиць.
Бажання захистити своїх нащадків від ізгойства у ситуаціях, коли старші племінники могли навіть перевершувати віком своїх молодших дядьків, підштовхувало старших племінників захоплювати владу, порушуючи права останніх. Цьому сприяв і той факт, що саме син, а не брат, перебував у столиці в момент смерті князя і був знайомий дружині, виконуючи в молодості разом із нею батьківські доручення. У той же час продовжували практикуватися поділи земель між синами приблизно порівну, тому син померлого князя, як правило, не мав рішучої переваги в силах над родичами, щоб утримати владу без їхньої згоди.
Ті з князів, які ставали ізгоями (через те, що їхні батьки не встигли побувати на великому князюванні), отримували від старших князів уділи в кормління, стаючи їх намісниками, однак часом (в порушення системи) осідали в наділі, який обіймав їх батько на момент своєї смерті, якщо їм вдавалося його відвоювати. В останньому випадку це призводило до фактичного відокремлення уділу, і його відносини з центром починали регулюватися договорами.
Крім інституту ізгойства, були й інші особливості родового порядку спадкування, що з'явилися з розгалуженням роду Рюриковичів та початком внутрішньодинастичних шлюбів в епоху правління Володимира Мономаха. Зокрема, Сергій Соловйов вважав, що чоловіки старших сестер мали перевагу перед молодшими братами, приводячи в приклад Всеволода Ольговича, одруженого з донькою Мстислава Великого, в порівнянні з Ізяславом Мстиславичем. У строгій відповідності з родовим порядком спадкування Всеволод був ізгоєм для Києва, хоча його дід Святослав Ярославич був старшим братом діда Мстислава — Всеволода Ярославича. Були й інші приклади того, що спадкоємці по жіночій лінії могли претендувати на престол.
На Любецькому з'їзді князів у 1097 році система ротації була модифікована. Деякі землі були надані як родові землі, які успадковувалися поза системою ротації. Ці землі вже не втрачалися місцевим удільним князем, коли київський престол звільнявся; і вони служили опорними землями, які переростали в напівнезалежні князівства (якщо не повністю незалежні) у пізніші століття Київської Русі (що спонукало деяких істориків стверджувати, що Київська Русь на цей час уже перестала бути єдиною державою). Отже, з одного боку, здійснено перший крок до заміни ротаційної системи на прімогенітуру; зокрема, прямо проголошено «Кожен хай держить отчину свою!» З іншого боку, всередині цих вотчинних князівств ротаційна система продовжувала працювати і після з'їзду, а точніше — власне й почала застосовуватися у кожному із них окремо.
Як стверджується прихильниками концепції про існування ротаційної системи, з XII століття спостерігається зміна порядку престолонаслідування на прімогенітуру, причому в першу чергу — на галицьких землях (з 1199 року — Галицько-Волинське князівство). Варто, однак, зазначити, що на галицьких землях і від самого їх створення (у 1084-1085 роках як трьох фактично незалежних князівств: Перемиського, Звенигородського і Теребовлянського) якихось явних ознак ротацій ніколи не спостерігалося. Це ж стосується і Полоцького князівства, де фактично вже з княжіння Ізяслава Володимировича, тобто приблизно з 990 року, правила гілка Ізяславичів (таким чином із загальноруської системи ротацій, якщо вона була, цей уділ було чомусь уже тоді виключено), а престол передавався можливо і з самого початку за принципом прімогенітури (послідовність застосування принципу важко прослідкувати через те, що саме князівство пізніше кілька разів було захоплене представниками інших князівських гілок, а всі Ізяславичі вислані, наприклад, на деякий час у Візантію у 1129 році).
Щодо київського великокнязівського престолу система (як стверджується прихильниками концепції) продовжувала діяти після 1113 року (рік вокняжіння Володимира Мономаха) й аж до монгольської навали, як і в інших князівствах вона теж діяла принаймні до монгольської навали.
Стверджується, що система ротації, в деяких аспектах, пережила Київську Русь на понад століття. Насправді московська громадянська війна (1425–1453) між Василем II та Дмитром Шемякою пов’язана саме з цією причиною. Батько Шемяки, Юрій Звенигородський, стверджував, що він є законним спадкоємцем престолу Володимирського князівства за принципом побічного спадкоємства (тобто сеньйорату). Однак старший брат Юрія, Василь I, передав престол своєму синові Василю II. Дмитро та його брати продовжували претендувати на престол, це стало причиною відкритої війни між Василем II та Шемякою, яка призвела до короткого вигнання та осліплення Василя і вбивства Дмитрія отрутою у Великому Новгороді в 1453. Хоч, якщо на те пішло, вже батько Василя I, Дмитро Донський, насправді передав престол Василю за заповітом, який передбачав лінійне, а не побічне спадкоємство, але питання не постало до смерті Василя, оскільки він був найстаршим у своєму поколінні і, таким чином, був законним спадкоємцем як за лінійним, так і за побічним принципом. Таким чином, лише за Василя II московські князі змогли нарешті зламати давню традицію побічного престолонаслідування та встановити систему лінійного успадкування московського престолу. Цим вони утримували владу в Москві, а не дозволяли їх переходити до інших князів у інших містах.